# Guadalajara Open Akron
Guadalajara Open Akron — тенісний турнір туру WTA, який проводиться 3 2022 року на відкритих твердих кортах Панамериканського Тенісного Центру в місті Сапопан мексиканського штату Халіско. Турнір включено до Туру WTA у результаті припинення турнірів на території КНР після зникнення Пен Шуай та Росії після вторгнення в Україну. Належав до категорії WTA 1000.  2024 року, після відновлення турніру в китайському Ухані, категорію Guadalajara Open Akron понижено до WTA 500.

## Фінали

### Одиночний розряд
| Рік          | Чемпіонка       | Фіналістка       | Рахунок       |
| ------------ | --------------- | ---------------- | ------------- |
| ↓ WTA 1000 ↓ |                 |                  |               |
| 2022         | Джессіка Пегула | Марія Саккарі    | 6–2, 6–3      |
| 2023         | Марія Саккарі   | Каролін Доулгайд | 7–5, 6–3      |
| ↓ WTA 500 ↓  |                 |                  |               |
| 2024         | Магдалена Френх | Olivia Gadecki   | 7–6(7–5), 6–4 |

### Парний розряд
| Рік          | Чемпіонки                      | Фіналістки                          | Рахунок                    |
| ------------ | ------------------------------ | ----------------------------------- | -------------------------- |
| ↓ WTA 1000 ↓ |                                |                                     |                            |
| 2022         | Сторм Гантер Луїза Стефані     | Анна Даніліна Беатріс Аддад Мая     | 7–6(7–4), 6–7(2–7), [10–8] |
| 2023         | Сторм Гантер (2) Елісе Мертенс | Габріела Дабровскі Ерін Рутліфф     | 3–6, 6–2, [10–4]           |
| ↓ WTA 500 ↓  |                                |                                     |                            |
| 2024         | Анна Даніліна Ірина Хромачова  | Оксана Калашникова Камілла Рахімова |                            |